# Amphoe Sawang Wirawong
Amphoe Sawang Wirawong (Thai: อำเภอ สว่างวีรวงศ์) ist ein Landkreis (Amphoe – Verwaltungs-Distrikt) in der Provinz Ubon Ratchathani. Die Provinz Ubon Ratchathani liegt in der Nordostregion Thailands, dem so genannten Isan.

## Geographie
Benachbarte Landkreise (von Norden im Uhrzeigersinn): die Amphoe Don Mot Daeng, Tan Sum, Phibun Mangsahan, Na Yia, Warin Chamrap und Mueang Ubon Ratchathani.

## Geschichte
Am 1. April 1995 wurde Sawang Wirawong zunächst als „Zweigkreis“ (King Amphoe) eingerichtet, indem es vom Amphoe Warin Chamrap abgetrennt wurde.
Am 15. Mai 2007 hatte die thailändische Regierung beschlossen, alle 81 King Amphoe in den einfachen Amphoe-Status zu erheben, um die Verwaltung zu vereinheitlichen.
Mit der Veröffentlichung in der Royal Gazette „Issue 124 chapter 46“ vom 24. August 2007 trat dieser Beschluss offiziell in Kraft.

## Verwaltungseinheiten
Provinzverwaltung
Der Landkreis Sawang Wirawong ist in vier Tambon („Unterbezirke“ oder „Gemeinden“) eingeteilt, die sich weiter in 57 Muban („Dörfer“) unterteilen.
| Nr. | Name         | Thai    | Muban | Einw.  |
| --- | ------------ | ------- | ----- | ------ |
| 1.  | Kaeng Dom    | แก่งโดม  | 12    | 05.608 |
| 2.  | Tha Chang    | ท่าช้าง   | 20    | 10.093 |
| 3.  | Bung Malaeng | บุ่งมะแลง | 13    | 07.026 |
| 4.  | Sawang       | สว่าง    | 12    | 07.953 |

Lokalverwaltung
Es gibt drei Kommunen mit „Kleinstadt“-Status (Thesaban Tambon) im Landkreis:
- Tha Chang (Thai: เทศบาลตำบลท่าช้าง) besteht aus dem ganzen Tambon Tha Chang.
- Bung Malaeng (Thai: เทศบาลตำบลบุ่งมะแลง) besteht aus dem ganzen Tambon Bung Malaeng.
- Sawang (Thai: เทศบาลตำบลสว่าง) besteht aus dem ganzen Tambon Sawang.

Außerdem gibt es eine „Tambon-Verwaltungsorganisation“ (องค์การบริหารส่วนตำบล – Tambon Administrative Organization, TAO):
- Kaeng Dom (Thai: องค์การบริหารส่วนตำบลแก่งโดม)